# Мария Петрушевска
Мария Петрушевска (на македонска литературна норма: Марија Петрушевска) е политик от Северна Македония.

## Биография
Родена е на 14 януари 1986 година в град Скопие, тогава в Социалистическа федеративна република Югославия. Завършва Юридическия факултет на Скопския университет магистратура по международна политика и дипломация в частния ФОН университет. На 15 юли 2020 година е избрана за депутат от ВМРО – Демократическа партия за македонско национално единство в Събранието на Северна Македония.